# 盐卤
盐卤，又称卤水、苦卤、卤碱，是将海水或盐湖水制盐后残留于盐池内的母液蒸发冷却后析出氯化镁结晶而形成的卤块。其主要成分为氯化镁、氯化钠、氯化钾、氯化钙、硫酸镁和溴化镁等。盐卤多被用來作為豆腐的凝固劑（尤其是中国北方地区），制成的豆腐硬度、弹性和韧性比较强，一般称为板豆腐或北豆腐，在中國廣東亦稱為客家豆腐或鹽鹵豆腐。
少量摄取盐卤（如食用豆腐）可以补充人体所需的矿物质，但过量摄取会导致中毒。盐卤对皮肤、粘膜有很强的刺激作用，对中枢神经系统有抑制作用，大量服用後会出现恶心呕吐、口干、胃痛、烧灼感、腹胀、腹泻、头晕、头痛，出皮疹等症状，严重者呼吸停止，出现休克，甚至造成死亡。曾有误服盐卤中毒的事件见诸报端；文艺作品中，著名樣板戲《白毛女》中的主角之一杨白劳就是飲鹽滷而自杀身亡的。
卤水还是一种工业原料，可提取锂、钾、铷、铯、镁、硼、溴等元素。

## 脚注
1. ↑  钟辉; 周燕芳; 殷辉安. . 矿产综合利用. 2003, (1): 23-28.